# أنتونيا (لاعبة كرة قدم)
أنتونيا رونيكليدي دا كوستا سيلفا (من مواليد 26 أبريل 1994)، والمعروفة باسم أنتونيا، هي لاعبة كرة قدم برازيلية محترفة تلعب في مركز قلب الدفاع لنادي ريال مدريد الإسباني ومنتخب البرازيل لكرة القدم للسيدات، لعبت مع منتخب البرازيل في بطولة فرنسا 2020.